# Phí

Một sơ đồ (bằng tiếng Anh) về cơ chế tính phí phác thải cạc-bon

Phí hay lệ phí là khoản tiền mà tổ chức, cá nhân phải trả khi được một tổ chức, cá nhân khác cung cấp dịch vụ. Lệ phí là khoản tiền mà tổ chức, cá nhân phải nộp khi được cơ quan nhà nước hoặc tổ chức được ủy quyền phục vụ công việc quản lý nhà nước như lệ phí tuyển sinh, lệ phí giấy tờ, lệ phí trước bạ... bản chất nó là biểu hiện giá trị bằng tiền của thù lao, giá cả và chi phí bỏ ra để thực hiện hoặc buộc phải thực hiện một hoạt động nhất định nào. Việc thu phí, thu lệ phí thường được quy định cụ thể ở mỗi quốc nội.

## Một số phí, lệ phí
Một số loại phí và lệ phí thông dụng trong cuộc sống hàng ngày như:

### Các loại phí
- Học phí
- Cước phí
- Viện phí
- Án phí
- Thủy lợi phí
- Phí dự thi, dự tuyển.
- Phí trông giữ xe ở các bãi giữ xe
- Phí lưu hành xe (phí thông hành)
- Phí tham quan (thường bằng hình thức bán vé)
- Phí giới thiệu, phí tư vấn việc làm
- Phí xây dựng
- Phí đo đạc, lập bản đồ địa chính
- Phí thẩm định cấp quyền sử dụng đất (sổ đỏ, sổ hồng)
- Phí chợ.
- Phí sử dụng đường bộ (hay còn gọi là lộ phí).
- Phí qua cầu (phí cầu đường)
- Phí qua đò, qua phà
- Phí sử dụng cảng, nhà ga
- Phí neo, đậu
- Phí hoa tiêu, phí dẫn đường
- Phí sử dụng tần số vô tuyến điện
- Phí cấp tên miền địa chỉ sử dụng Internet (phí tên miền)
- Phí bưu chính viễn thông
- Phí xác minh giấy tờ, tài liệu
- Phí giám định y khoa, giám định pháp y
- Phí kiểm dịch y tế
- Phí kiểm nghiệm vệ sinh an toàn thực phẩm
- Phí bảo vệ môi trường (phí môi trường)
- Phí vệ sinh (thường được bán vé trong các nhà vệ sinh công cộng, nhà tắm công cộng)
- Phí cấp mã số, mã vạch
- Phí bảo lãnh, thanh toán
- Phí giám định tư pháp

### Lệ phí
- Lệ phí trước bạ
- Lệ phí cấp giấy phép xây dựng, hoàn công
- Lệ phí địa chính
- Lệ phí hải quan (thông quan)
- Lệ phí cấp giấy chứng nhận đăng ký kinh doanh
- Lệ phí cấp giấy phép hành nghề
- Lệ phí cấp văn bằng, chứng chỉ.
- Lệ phí chứng thực
- Lệ phí công chứng
- Lệ phí quản lý nhà nước
- Lệ phí quốc tịch
- Lệ phí hộ tịch, hộ khẩu
- Lệ phí cấp hộ chiếu, thị thực xuất cảnh, nhập cảnh, quá cảnh
- Lệ phí tòa án (chi phí tố tụng)
- Lệ phí cấp phiếu lý lịch tư pháp
- Lệ phí đăng ký giao dịch bảo đảm
- Lệ phí bảo hộ quyền tác giả
- Lệ phí bảo hộ quyền sở hữu công nghiệp
- Lệ phí cấp biển số nhà
- Lệ phí cấp giấy chứng nhận chất lượng sản phẩm, hàng hóa
- Lệ phí ra vào cảng